# Народно военно свързочно училище
Народното военно свързочно училище е военноучебно заведение в България, създадено за обучение на офицери от Свързочни войски и съществувало в периода 1950 – 1954 година.

## История
Народното военно свързочно училище, създадено със заповед на министъра на народната отбрана (МНО) № 456 от 19 август 1950 г., на основание заповед № 13 от 11 април 1949 г. на свързочния отдел при Генералния щаб, с която свързочната школа се обявява като самостоятелна единица, а в домакинско отношение остава към Общовойсковия свързочен полк. Първоначално е на постоянна местостоянка в София. През 1951 г. в изпълнение устна заповед на началника на свързочния отдел при МНО се премества в гр. Силистра. Съгласно заповед на МНО № 0235 от 1 ноември 1954 г. училището се слива с Народното военно инженерно училище и образува Народно военно инженерно-свързочно училище.
Началник на училището през целия период на съществуването му е полковник Георги Танев, който след сливането е назначен за началник на Народното военно инженерно-свързочно училище.

## Командване
- Началник на училището: полковник Георги Димитров Танев
- Заместник-началник по строевата част: майор Петър Нинов Гърков
- Заместник-началник по учебната част: майор Цоню Влаев
- Заместник-началник по техническата част: майор Слави Николов Славов
- Заместник-началник по тила: капитан Бончо Тодоров.

## Състав
- Свързочна школа – школен батальон (майор Димитър Стоянов Димитров) и офицерския курс (майор Кабаджов)
- Курсантски батальон на Народното военно училище „В. Левски“ (подполковник Борислав Скочев)
- Обслужващи звена